# Allison Harvard
Allison Elizabeth Harvard (New Orleans, 8 gennaio 1988) è una modella statunitense, conosciuta tra il grande pubblico per essere arrivata seconda sia nella dodicesima (primavera 2009) che nella diciassettesima edizione (autunno 2011) del talent show statunitense America's Next Top Model.

## Carriera
All'attività di modella affianca quella di artista, specializzata in disegni e fotografie. Proprio alcune delle sue fotografie, che la raffiguravano con un look funereo e occhi dilatati in modo innaturale, provenienti dai suoi account Myspace e deviantArt, divennero un meme di internet, dopo essere comparse nel 2005 dell'Imageboard 4chan ed essere da lì a poco definite con il nome di Creepy chan. Quando l'attività come modella iniziò a divenire nota e vennero diffuse in rete anche fotografie con uno stile più tradizionale, il soprannome divenne Cute Chan.
Dopo America's Next Top Model, Allison Harvard ha firmato un contratto con l'agenzia di moda Nous Model Management di Los Angeles ed è stata testimonial per karmaloop.com, oltre ad essere comparsa sulla rivista ONE. Tra le altre esperienze, negli anni successivi al concorso ha recitato in alcuni mediometraggi indipendenti e nel 2014 è stata tra i giudici del concorso di bellezza Miss Terra e nella trasmissione televisiva Celebrity Dance Battle del canale filippino TV5.

## Agenzie
- Nous Model Management - Los Angeles